# Chichi Grillo en el Pantanal
Chichi Grillo en el Pantanal es una serie de televisión educativa realizada por WWF, CEDURE, la escuela de cine La Fábrica y el canal Carolina TV de Puerto Quijarro, y exhibida por la Red PAT de Bolivia durante el 2009.
El programa busca contribuir, a través del entretenimiento audiovisual, a mejorar el nivel de conciencia ambiental para la conservación de los patrimonios naturales del país.

## Descripción
El programa combina "Humor/Documental" para transmitir la riqueza del ecosistema y la importancia de su conservación.
Se presenta en dos bloques: primero una trama protagonizada por un Grillo (personaje derivado del programa De toco a silla), y una Mariposa. El segundo bloque al estilo documental muestra bellos paisajes del Pantanal boliviano, testimonio de quienes viven cerca y mensajes para la conservación del medio ambiente. 

## Enredo
Chichi Grillo vive en los canales de la ciudad de Santa Cruz de la Sierra y la llegada de una carta de su gran amiga Rosa, la Mariposa, oriunda del Pantanal Boliviano interrumpe su tranquilidad porque lamentablemente la extensa carta estaba escrita en "lenguaje mariposa", por lo que Chichi Grillo, temiendo que su amiga esté en peligro, parte al Pantanal en su búsqueda. Durante el transcurso del viaje los personajes ambos viven muchas aventuras conociendo gente y lugares.

## Producción
Fue rodada durante nueve meses en el Pantanal boliviano en agosto de 2008 en los municipios de Puerto Suárez y Puerto Quijarro, y en zonas aledañas como Motacusito, Mutún y el parque nacional ANMI Otuquis.

## Elenco
| Actor / Actriz     | Personaje         |
| ------------------ | ----------------- |
| Roberto Kim        | Chichi Grillo     |
| Basilia Aragonés   | Rosa, la Mariposa |
| Johansen Hernández | Anfitrión         |

## Exhibición
| País    | Emisora             | Horario                                                                                                   |
| ------- | ------------------- | --- |
| Bolivia | Red PAT             | 18:00 sábados (2009)                                                                                      |
| Bolivia | Cristo Viene La Red | De forma ocasional para tapar los espacios vacíos de los musicales y La Biblia en Tu Vida (2018-presente) |